# Floning
Floning är ett berg i Österrike.   Det ligger i distriktet Bruck-Mürzzuschlag och förbundslandet Steiermark, i den östra delen av landet, 120 km sydväst om huvudstaden Wien. Toppen på Floning är 1 583 meter över havet, eller 582 meter över den omgivande terrängen. Bredden vid basen är 6,1 km.
Terrängen runt Floning är huvudsakligen kuperad. Närmaste större samhälle är Kapfenberg, 8,2 km sydost om Floning. 
I omgivningarna runt Floning växer i huvudsak blandskog. Runt Floning är det ganska glesbefolkat, med 48 invånare per kvadratkilometer.